# Crater Lake National Park
Crater Lake National Park is een nationaal park in de Amerikaanse staat Oregon. Bestuurlijk gezien ligt het in Douglas, Jackson en Klamath County. Het omvat 741 km² rondom de verwoeste stratovulkaan Mount Mazama, inclusief het kratermeer Crater Lake, dat ongeveer 7700 jaar geleden is ontstaan bij een zeer zware vulkanische uitbarsting. Hoogste punt van het park is de 2722 meter hoge vulkaan Mount Scott.
Het park werd in 1902 onder president Theodore Roosevelt opgericht. In 2005 werd Crater Lake afgebeeld op een State Quarter, een herdenkingsmunt.

## Flora en fauna
Het park wordt bedekt door 20.000 ha. oerbos. De bossen bestaan voornamelijk uit coniferen.
In het park leven meer dan vijftig soorten zoogdieren. Zoogdieren die voorkomen zijn onder andere de zwarte beer, de langstaartwezel, coyotes en de rode vos. Grote grazers zijn vertegenwoordigd door onder andere het muildierhert en de wapiti. Er zijn ongeveer honderdvijftig vogelsoorten waargenomen, waarvan sommige zeer zeldzame. Onder de voorkomende vogels zijn de Amerikaanse oehoe, Amerikaanse notenkraker, Canadese boomklever en de grijze junco.
In het Crater Lake zijn tussen 1888 en 1942 1,8 miljoen vissen geïntroduceerd. Uit onderzoek blijkt dat er voor 1888 geen vissen voorkwamen in het kratermeer. Onder de geïntroduceerde vissen zijn de rode zalm, regenboogforel en de bronforel. Het park huisvest acht soorten amfibieën: Ambystoma gracile (een salamandersoort), de langteensalamander, de ruwe salamander, Ensatina eschscholtzii (een longloze salamander), de staartkikker, de Californische pad, de pacifische boomkikker en de cascadenkikker.

## Afbeeldingen

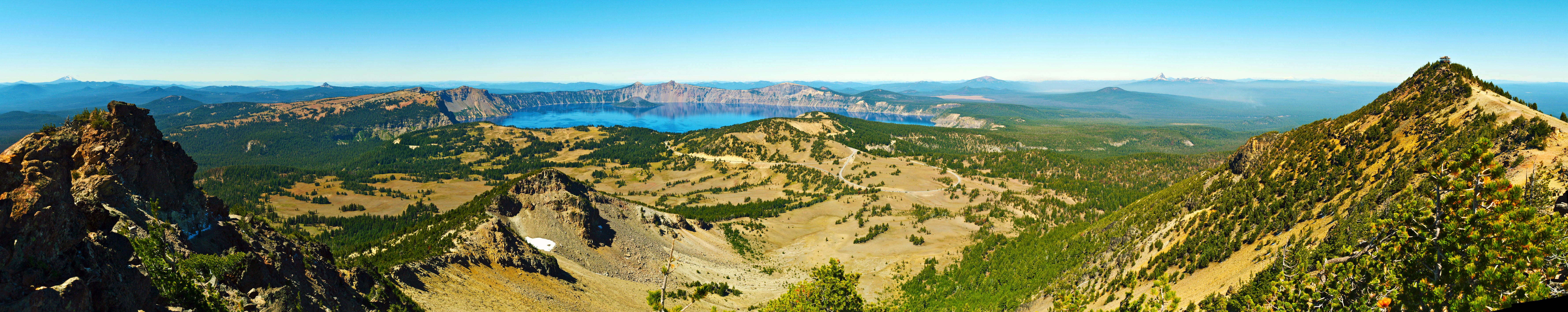
180-graden panorama van Crater Lake, genomen van de nabijgelegen Mount Scott, kijkend naar het westen.

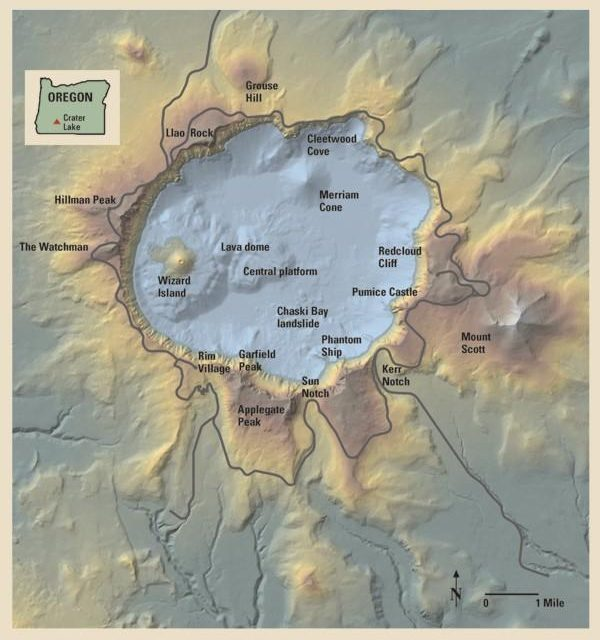
Reliëfkaart van het gebied
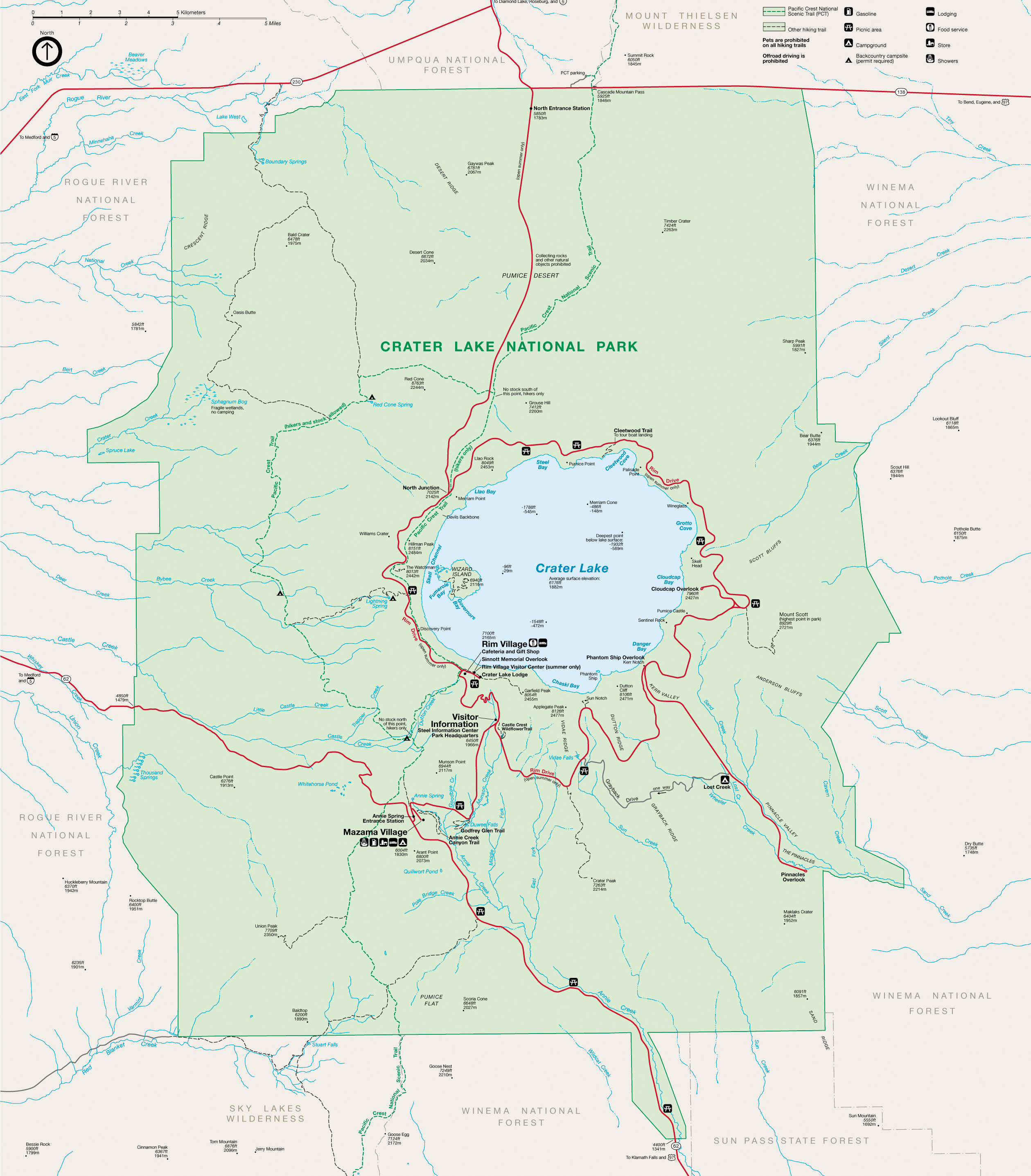
Kaart van het park